# Шовкопляс Юрій Юрійович
Шовкопляс Юрій Юрійович (нар. 24 січня (6 лютого) 1903 Гуляйполе, тепер Запорізької області — пом. 12 жовтня 1978, м. Харків) — український письменник, прозаїк. Член літературної групи Пролітфронт у 1920-тих роках. Власкор «Литературной газеты» (Москва) та «Літературної газети» (Київ).
Також керівник кафедри журналістики Харківського університету (1949—1951) та Харківської організації СПУ (1953—1956). З 1956 по 1960 — головний редактор харківського журналу «Прапор».

## Біографія
Відомості про його життя містяться в автобіографії, що зберігається у фондах Харківського літературного музею (Д-292/1). Мати, Шовкопляс Марія Іванівна, — селянка середнячка колишнього села, нині міста Дергачі Харківської області, батько — досить відомий харківський інженер-залізничник Ломоносов Юрій Володимирович. Мати була в наймах у його родині, у шлюб вони не вступали. Невдовзі після народження Юрія мати оселилася в с. Дергачах, де їй від батька залишився земельний наділ, і там мешкала аж до смерті 1943 року під час гітлерівської окупації.
У Дергачах Ю. Шовкопляс закінчив церковно-парафіяльну школу, а восени 1912 року поступив до однієї з харківських гімназій. Восени 1922 р. вступив до Харківського Інституту Народної Освіти (ХІНО) на відділення мови й літератури, закінчив 1927 р. З 1920 працював культурником у клубах червоноармійських шпиталів і Дергачівському робітничому клубі. З 1923 одночасно з навчанням у ХІНО став викладачем суспільствознавства в Харківській школі № 30, де й працював до 1930 р.
На початку 1930 повністю переключається на літературну роботу.
Друкуватися почав у 1926 році, належав до літературної організації Пролітфронт.
У грудні 1939 обраний до Харківської міської ради депутатів трудящих (комісія у справах вищої школи). З січня 1940 р. до лютого 1941 працював директором відділення Літературного фонду СРСР у м. Львові, «де тоді перебувало понад 200 українських, польських та єврейських письменників, які до того жили й працювали на території колишньої панської Польщі». Водночас працював власкором «Литературной газеты» (Москва) та «Літературної газети» (Київ). «Виконавши доручену мені справу, в лютому 1941 року я повернувся до Харкова».
1941 р. парторганізація Харківського відділення СПУ прийняла Ю. Шовкопляса кандидатом у члени ВКП (б). У вересні того ж року дістав призначення редактора газети «література і мистецтво» — органа СПУ та Управління у справах мистецтв при Раднаркомі УРСР. У вересні-жовтні 1941 р. газета ця виходила у м. Ворошиловграді, а потім, у зв'язку з воєнними подіями, була переведена до м. Уфи.

### Участь у Другій світовій війні
Учасник Другої Світової війни, Ю. Шовкопляс вступає добровольцем до лав Червоної Армії, стає літературним працівником газети «Ворошиловець» Харківської воєнної округи, штаб якої у жовтні 1941 р. було перенесено до Ворошиловграду.
У листопаді округ та його газету переводять до Сталінграду, газету перейменовують на «Красное знамя». Ю. Шовкопляс у грудні 1941 р. був переведений до газети 57 армії «Сталинский воин» на посаду спецкореспондента.
57 армія діяла на дільниці Слов'янськ-Барвенкове-Лозова й увіходила до складу Південного фронту. Наприкінці 1942 р. Ю. Шовкопляс був відкликаний у розпорядження Політуправління фронту та разом зі штабом фронту відступив до району Туапсе. Там був призначений до газети «Вперед к победе!» Чорноморської групи військ Закавказького фронту, а в листопаді був переведений до газети «Вперед за Родину» Північної групи військ Закфронту.
У кінці вересня 1943 р. Ю. Шовкопляс, який на той час працював у редакції газети 58-ї армії, був перекинутий на Україну (район Ворошиловграду) на переформування. У листопаді він захворів на запалення легенів та понад два місяці перебував у госпіталі. У січні 1944 р. Ю. Шовкопляс входить до складу 4-го Українського фронту, у лютому був призначений на посаду спецкореспондента до газети цього фронту «Сталинское знамя». 4-й Український фронт до весни 1944 р. діяв у Криму, а протягом 1944-45 рр. пройшов через Карпати, діяв в Угорщині, Польщі, Німеччині, Чехословаччині. День Перемоги Ю. Шовкопляс із редакцією «Сталинского знамени» зустрів у чеському місті Моравська Острава.
1945 р. був прийнятий до Комуністичної партії. Коли штаб фронту був виведений із Чехословаччини й перетворений на штаб Прикарпатського воєнного округу з перебуванням у м. Чернівці, Ю. Шокопляс до травня 1946 р. працював у газеті «Сталинское знамя», після чого був демобілізований. Нагороджений орденами Леніна, Червоної Зірки, Знаком Пошани, медалями.
По війні — керівник кафедри журналістики Харківського університету (1949—1951) та Харківської організації СПУ (1953—1956). З 1956 по 1960 р. — головний редактор журналу «Прапор».

Юрій Шовкопляс. «Електричний СРСР» (1932)

Автор збірок оповідань: «Геній» (1928), «Пробудження вночі» (1929), «Проникливість лікаря Піддубного», «Студенти», «Професор» (1930), «Договір на змагання» (1931), «Пригоди песика Джемки», «Лист» (1934), «Скажені вовки» (1941); повісті: «Весна над морем», «Проект електрифікації» (1929), «Земляний похід» (1933), «Починається юність» (1938); романи: «Завтра» (1931), «Інженери» (ч. 1 — 1934, ч. 2 — 1937, нове, доповнене видання — 1967), «Людина живе двічі» (1962), «Лікарю, вилікуй себе самого!» (1964); зб. нарисів: «Електричний СРСР» (1932), «Народження електричного струму» (1936). Вибрані твори у 2-х томах (1973).

## Видання
- Юрій Шовкопляс. Проникливість лікаря Піддубного // Постріл на сходах. Детектив 20-их років. упор. Ярини Цимбал. — Київ, «Темпора», 2024. — с. 275—526.